# Czekaj Pniowski
Czekaj Pniowski – przysiółek wsi Pniów w Polsce położona w województwie podkarpackim, w powiecie stalowowolskim, w gminie Radomyśl nad Sanem.
W latach 1975–1998 miejscowość administracyjnie należała do województwa tarnobrzeskiego.
W Czekaju Pniowskim na drodze wojewódzkiej nr 854 znajduje się przeprawa promowa na Sanie, przez którą przebiega żółty szlak turystyczny z Sandomierza do Leżajska.